# قرنيات الشكل
قرنيات الشكل(الاسم العلمي:Ceratomorpha) هي دون رتبة من الثدييات تتبع رتيبة تابيريات الشكل من مفردات الأصابع التي تشمل حاليًا الكركدنيات والتابيرات، ولكنها كانت مزدهرة للغاية ومتنوعة خلال حقبة الحياة الحديثة مع العديد من الأنواع من وحشيات الرعد ووحشيات الحصباء.

## التصنيف
التصنيف التالي (وصولاً إلى مستوى الفصيلة) يعتمد على دراسة أجراها Mckenna & Bell (1997).
رتبة مفردات الأصابع
- رتيبة قرنيات الشكل

فرع Selenida
فوق فصيلة  وحشينات الرعد 
فصيلة Anchilophidae †
فصيلة برونتوثيريات †
فصيلة وحشيات الرعد †
فوق فصيلة وحشينات الحصباء †
فصيلة  وحشيات الحصباء †
فرع مفردات الأصابع
?Mesolambdolophus †
فوق فصيلة الكركدنينات
?Hyrachyus †
فصيلة Amynodontidae †
فصيلة هيراكودونات †
فصيلة الكركدنيات
أسرة الكركدناوات
قبيلة الكركدناوية
تحت قبيلة الكركدنينية
دون قبيلة الكركدنيتية
جنس الكركدن
فوق فصيلة التابيرينات
فصيلة Isectolophidae †
فصيلة Helaletidae †
فصيلة Lophiodontidae †
فصيلة Deperetelidae †
فصيلة تابيرات